# Fletio
 (septembre 2012).
Si vous disposez d'ouvrages ou d'articles de référence ou si vous connaissez des sites web de qualité traitant du thème abordé ici, merci de compléter l'article en donnant les références utiles à sa vérifiabilité et en les liant à la section « Notes et références ».
Fletio ou Fletione - aujourd'hui près du village de Vleuten, proche d'Utrecht - est un castellum du Limes du Leidse Rijn dans la province romaine de Germanie Supérieure, dans le pays du peuple des Bataves.

## Topographie
Fletio était un castellum à l'endroit où le Leidse Rijn devient le Vieux Rhin.

## Castellum Fletio
La ville d'Utrecht qui se développe fortement à l'est a demandé la construction de près de 35 000 maisons[Quand ?]. Les archéologues ont donc pu faire des recherches jusqu'en 1996. À l'ouest présumé du castellum, on a mis au jour la chaussée militaire et trois tours de guet en 2002 et 2003 qui sont datables du début du Ier siècle et ont été reconstruites en pierre à la fin du IIe ou au début du IIIe siècle. Elles semblent faire partie du projet de défense du général Corbulon en l'an 47.
Les dernières découvertes, deux larges barges, très bien préservées et réalisée avec le bois de la région, sont maintenant exposées à l'Institut Néerlandais d'Archéologie à Lelystad. La première a 25 mètres de long, la seconde est plus large, probablement de 35 mètres mais n'est pas encore complètement mise au jour. Il semble qu'elle aurait été coulée délibérément pour renforcer les berges, ce qui se faisait parfois.

## Vicus Fletio
Les bâtiments du vicus ont été retrouvés et il semble que ce soient des thermes. Il semble qu'ils offraient des services à l'unité navale la cohorte I Classica pia fidelis.